# Wil Johnson
Wilbert Charles "Wil" Johnson, född 18 april 1965, är en engelsk skådespelare, främst känd för sina roller i TV-serier som Waking the Dead, Babyfather, Hem till gården och Outlander samt för titelrollen i Othello på scen. Han spelar Vaemond Velaryon i HBO-serien House of the Dragon.

## Biografi
Johnson föddes i Muswell Hill i London och växte upp i Tottenham. Hans mor var aktieinvesterare och hans far arbetade för UPS. Johnson hade inget musikintresse under de tidiga skolåren men ändrade sig efter att ha hoppat in som ersättningstrummis i ett band. Han kom därefter att studera vid Mountview Drama School i Crouch End i London och var med i en dramagrupp vid Haringey Theatre. Han gick även i dansskola och lärde sig balett, modern dans och breakdance, som han dansade i omkring sju år. Han studerade dessutom vid National Youth Theatre i tre år.
Han fick sin första professionella roll i pjäsen Four Seasons på Edinburgh Festival Fringe 1985. Under andra halvan av 1980-talet hade han mindre filmroller i serier som Casualty och London's Burning, innan han fick rollen som Stevie Johnson i London Weekend Television-serien Anna Lee. Åren 1994–1995 spelade han kriminalaren Michael Skelton i Cracker. Mellan sina skådespelarjobb arbetade han för en lokal begravningsfirma.
Från 2001 till 2011 hade han en av de återkommande huvudrollerna i BBC-serien Mördare okänd, som kriminalassistenten Spencer Jordan som är del av en utredningsgrupp som hanterar kalla fall. Från 2000 till 2002 spelade han Steve Robinson i Clocking Off och från 2001 till 2002 spelade han i Babyfather på BBC.
2004 spelade han titelrollen i Othello i Royal Lyceum Theatre Companys uppsättning.
I de tidiga avsnitten av dramaserien Waterloo Road spelade han Marcus Kirby.
År 2010 spelade han doktor Najeeb i filmen In a Better World.
Från 2012 till 2014 spelade han Dominic "Dom" Andrews, en ensamstående far, i Hem till byn. 
Han var 2013 medproducent tillsammans med Christian Ashaiku för filmen Disorientated Generation.
År 2016 spelade Johnson Earlen av Kent i Talawa Theatre Company och Royal Exchange Manchesters uppsättning av King Lear.
Johnson fick 2016 British Urban Film Festivals hederspris för över 30 års framstående insatser inom film och TV.
I TV-serien Outlander spelar han läkaren Joe Abernathy. Han spelar Vaemond Velaryon, bror till lord Corlys Velaryon, i HBO-serien House of the Dragon.

## Uttalanden
Johnson har under senare år uttalat sig för "färgblind rollbesättning" i brittisk TV och förespråkat en liknande praxis vid rolltillsättningar i mainstream-TV som redan idag är mer vanligt förekommande på teaterscenen.

## Familj och privatliv
Johnson har sex barn och är sedan 2014 gift med hustrun Camilla. Hans äldsta dotter är musikern och kompositören Ayanna Witter-Johnson.